# Mosteiro de São Bento de Arnoia
O Mosteiro de São João de Arnoia localiza-se na freguesia de Arnoia, Município de Celorico de Basto, Distrito de Braga, em Portugal.

## História
Mosteiro de São João de Arnóia, e pertencia à Ordem de São Bento.
Embora não se conheça a data precisa da sua construção, acredita-se que o atual conjunto tenha sido edificado no final do século X, sobre um primitivo e mais modesto cenóbio, de que resta por exemplo, o claustro. Em relação ao seu fundador, as fontes dividem-se:
- Terá sido fundado por um descendente de D. Afonso Henriques, Múnio Moniz, alcaide do Castelo de Arnóia, cujo túmulo, vazio, se encontra no interior dos claustros.
- Ainda hoje existe o túmulo vazio de D. Múnio Moniz, que se encontra nos claustros do mosteiro, onde se pode ler “D. Múnio Moniz aqui jaz no seu mosteiro…na era de 1072” (ano de Cristo de 1034).  De referir que D. Múnio Moniz, quer tenha sido fundador do Mosteiro de Arnóia, ou apenas seu padroeiro, pelo facto de o ter valorizado, foi um cavaleiro de honrada estirpe e tronco familiar de D. Egas Moniz, aio e conselheiro do primeiro rei português, D. Afonso Henriques.  Devido à sua localização, este mosteiro “foi chamado S. João do Ermo, por ser em terra agreste junto ao Monte Farinha, que tem uma légua de subida”, segundo o padre Torcato Peixoto de Azevedo no livro “Memórias Ressuscitadas da Antiga Guimarães”.
- Alguns estudos defendem que, em finais do século IX, D. Arnaldo Baião fundou o então denominado "Mosteiro de São João do Ermo de Arnóia".

Esteve ocupado por monges da Ordem de São Bento até à extinção das ordens religiosas no país (1834), ficando os seus bens a cargo da Paróquia de Arnóia. Pouco depois, numa das suas antigas alas instalou-se o "Hospital Civil de São Bento de Arnóia".
Atualmente em mãos da Santa Casa da Misericórdia de São Bento de Arnoia, ali funciona um lar da terceira idade e apoio domiciliário e ainda um Jardim de Infância.

## Características
Apresenta planta longitudinal com uma torre sineira de planta quadrada, adossada ao alçado norte. O conjunto, com fachadas em cantaria, dispõe de várias dependências monacais distribuídas ao longo de dois registos com janelas de verga reta rasgadas para o claustro, ao qual se acede por uma escadaria de pedra. O frontispício foi renovado em 1824 e nos anos seguintes.
O templo, internamente possui nave única, com capela-mor (de construção relativamente recente) de planta quadrangular. Nele destaca-se um tímpano esculpido com "Agnus Dei", atribuído à Escola de Rates, a par de uma placa figurando São Miguel atacando a serpente. Tinha, acima das grades, seis sepulturas particulares, das principais famílias da freguesia, dispostas por duas alas, ao descer da capela-mor.
É através de arcaria plena assente em colunas toscanas que se penetra no claustro ajardinado com quadras de buxo e chafariz central sobre base quadrangular de três degraus.
O tanque, recortado, com faces côncavas, ostenta duas taças centrais, circulares, apoiadas em coluna prismática encimada com pináculo piramidal, cujo recorte arquitectónico e detalhes decorativos contrastam visivelmente com a simplicidade observada nas fachadas que deitam para o cenóbio.